# Stefan Ruthenbeck
Stefan Ruthenbeck (Colonia, 14 aprile 1972) è un allenatore di calcio ed ex calciatore tedesco, di ruolo difensore.